# Зандгаузен
Зандгаузен (нім. Sandhausen) — громада в Німеччині, у землі Баден-Вюртемберг. Підпорядковується адміністративному округу Карлсруе. Входить до складу району Рейн-Неккар.
Площа — 14,55 км2. Населення становить 15 339 ос. (станом на 31 грудня 2020).